# Hubert Walter
Hubert Walter (c. 1160 - 13 de julho de 1205) foi um influente conselheiro real de finais do século XII e início do século XIII, na Inglaterra, tendo exercido as posições de Chefe Justiciar da Inglaterra, Arcebispo da Cantuária e Lord Chancellor durante os reinados de Ricardo I de Inglaterra e seu irmão João de Inglaterra.

## Biografia
Empregado na casa do Rei Henrique II da Inglaterra em 1182, Hubert Walter se tornou bispo de Salisbury em outubro de 1189. No ano seguinte, viajou com Ricardo e o Arcebispo Balduíno de Canterbury na Terceira Cruzada, na qual seus serviços distintos incluíram negociar em nome de Ricardo com o líder muçulmano Saladino e direcionar o retorno das forças inglesas.
Retornando à Inglaterra em abril de 1193 após visitar Ricardo em cativeiro em Dürnstein, ele foi eleito arcebispo da Cantuária em 30 de maio. Ao se tornar juiz em dezembro seguinte, Walter controlou os mais altos cargos eclesiásticos e seculares da Inglaterra. Em 1193, ele levantou o resgate de Ricardo e suprimiu uma tentativa do príncipe João de tomar o controle da Inglaterra. Após o retorno de Ricardo em março de 1194 e a partida para a Normandia em maio seguinte, o arcebispo Hubert se tornou o governador efetivo da Inglaterra pelo resto do reinado de Ricardo I e foi particularmente proeminente devido às ausências prolongadas do rei. Em março de 1195, o Papa Celestino III o nomeou legado papal.
Hubert foi o principal responsável por um dos períodos mais notáveis de desenvolvimento administrativo da Inglaterra. Entre suas principais realizações estavam: a primeira tentativa de taxar a receita e os bens móveis para fins seculares, na arrecadação de 25 por cento para o resgate de Ricardo; a primeira avaliação geral de pesos e medidas (1196); a reavaliação da tributação sobre a terra (1198); e a modificação do serviço militar feudal. Mantendo a ordem implacavelmente, ele ordenou a execução de William Fitz Osbert, o líder de um protesto contra a avaliação dos impostos de Londres. Ricardo fez com que a conduta de Hubert fosse investigada em 1196. Após se oferecer para renunciar, ele continuou seu cargo de juiz até julho de 1198, quando a doença e as reclamações do Papa Inocêncio III o levaram a desistir.

O rei João, sucessor de Ricardo, nomeou-o chanceler em 27 de maio de 1199, um posto no qual Hubert exerceu grande influência política. Ele foi instrumental em assegurar o trono para João e em um de seus últimos atos (1205) aconselhou o rei contra uma campanha na França, que estava em guerra geral com a Inglaterra.